# Björntjärnen (Lycksele socken, Lappland, 718263-162549)
Björntjärnen är en sjö i Lycksele kommun i Lappland och ingår i Umeälvens huvudavrinningsområde.